# Gemeinde Herceg Novi
Die Gemeinde Herceg Novi (montenegrinisch Општина Херцег Нови Opština Herceg Novi) ist eine Gemeinde in Montenegro. Der Verwaltungssitz ist der Hauptort Herceg Novi, daneben gehören die Dörfer Brguli, Vrbanj, Zabrđe, Žvinje, Kamenari, Klinci, Mardari, Mrkovi, Njivice, Radovanovići, Repaji, Rose, Sitnica und Špulje zur Gemeinde.

## Bevölkerung
Die Volkszählung aus dem Jahr 2011 ergab für die Gemeinde Herceg Novi eine Einwohnerzahl von 30.992. Davon bezeichneten sich 15.090 (48,89 %) als Serben, 10.395 (33,68 %) als Montenegriner und 662 (2,14 %) als Kroaten.